# زنان در انقلاب ۱۳۵۷
زنان در انقلاب ۱۳۵۷ نقش‌های گوناگونی داشتند. انقلاب ایران یک انقلاب جنسیتی بود. بیشتر سخنان رژیم جدید با محوریت موقعیت زنان در جامعه ایران بود. فراتر از شعارها، هزاران زن نیز به شدت در خود انقلاب بسیج شدند، و در گروه‌های مختلف زنان به‌طور فعال در کنار همتایان مرد خود شرکت کردند. زنان نه تنها از طریق رأی دادن در ان شرکت کردند، بلکه از طریق راهپیمایی، تظاهرات و شعار دادن به انقلاب کمک کردند. این انقلاب ماهیتی غیر خشونت‌آمیز داشت که مشارکت زنان در آن را آسان می‌کرد. به عنوان مثال، زنان در مراقبت از مجروحان مشارکت داشتند، پزشکان زن به درخواست کمک مجروحان پاسخ می‌دادند و خانه خود را برای کسانی که نیاز به کمک داشتند باز می‌کردند. در حالی که زنان خود اغلب کشته، شکنجه، دستگیر یا زخمی شدند و برخی از آنها درگیر فعالیت‌های چریکی بودند، بیشتر آنها به روش‌های غیر خشونت‌آمیز به انقلاب مردمی کمک می‌کردند. بسیاری از زنان نه تنها درگیر در انقلاب شدند بلکه در بسیج مردان و سایر زنان غیر سیاسی نیز نقش مهمی داشتند. بسیاری از زنان همراه کودکان در اعتراضات حاضر بودند و حضور آنها یکی از دلایل اصلی خلع سلاح سربازانی بود (که از طرف رژیم در آنجا بودند) که در صورت لزوم به آنها دستور شلیک داده می‌شد.
نقشی که زنان در تاریخ انقلاب اسلامی ایفا کرده‌اند در چند جایگاه مادر، همسر، فرزند و مبارز قابل بررسی است. به ویژه آنکه مادران، همسران و فرزندان مبارزان مشقات و فشارهای جسمی و روحی بسیار را تحمل کرده‌اند.

## مشارکت‌کنندگان

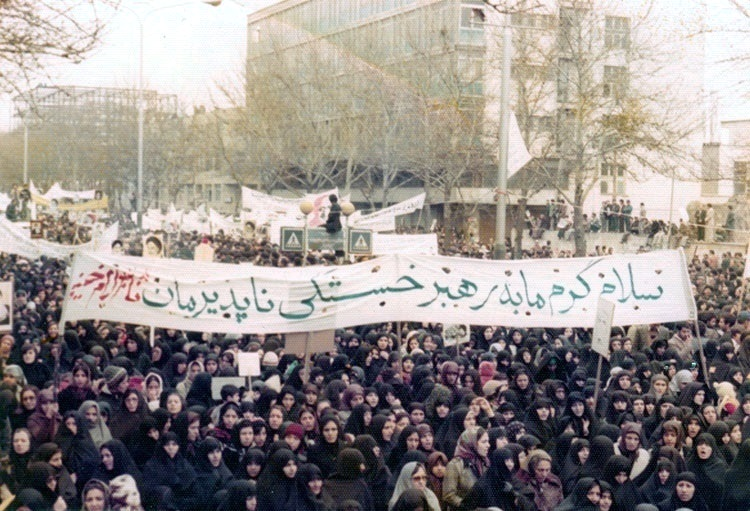
حضور زنان در راه‌پیمایی تاسوعا و عاشورای ۱۳۵۷

سهم زنان در انقلاب‌ها و اهداف این کمک‌ها پیچیده و لایه ای است. انگیزه‌های زنان برای بخشی از انقلاب‌ها پیچیده بود و در میان دلایل مذهبی، سیاسی و اقتصادی متنوع بود و زنان شرکت کننده از طبقات و زمینه‌های مختلف بودند. بسیاری از زنان طبقه متوسط تحصیل کرده در غرب از خانواده‌های سکولار، شهری و مرفه و همچنین بسیاری از زنان از طبقه کارگر و روستایی درگیر بودند. گروه‌هایی به اندازه فدائیان خلق وجود داشتند و مجاهدین در جریان انقلاب‌ها در مخالفت با رژیم شاه به عنوان واحدهای چریکی فعالیت می‌کردند. همچنین گروه‌های دیگری از زنان با برنامه‌های مختلف بودند که گاهی اوقات همگرا با سیاست‌های جمهوری اسلامی بودند. به عنوان مثال، فمینیسم سازمان یافته‌ای که از زمان سلسله پهلوی وجود داشت، پس از آنکه شاه برای دلجویی از اسلام گرایان، کابینه را در امور زنان کنار گذاشت، به جنبش انقلابی پیوست. اعضای سازمان زنان ایران در حمایت از انقلاب راهپیمایی کردند و مهم این بود که زنان بسیار وابسته به دولت نیز علیه رژیم شاه روی بیاورند.
با این حال، بعداً بین فمینیست‌ها و موضع انقلاب نسبت به پوشش زنان، تنش ایجاد شد و آنها مخالفت کردند. برخی معتقدند که این سیاست زدگی و بسیج زنان باعث شده‌است که رژیم جدید بتواند آنها را از حوزه‌های عمومی و سیاسی خارج کند. این انقلاب منجر به گشودن بی‌سابقه زنان ایرانی در عرصه سیاست شد (بیشتر از طریق تظاهرات و رأی دادن)، و برخی از نویسندگان بیان کردند که این تأثیر پایدار بر مشارکت سیاسی و نقش زنان ایرانی در عرصه عمومی داشت.
برخی از زنان همچنین بخشی از حلقه داخلی رهبران رژیم جدید مانند مرضیه حدیدچی بودند. به غیر از سیاست زدگی زنان، شرایط خاصی در طول انقلاب وجود داشت که زنان را به درگیر شدن در سیاست سوق می‌داد. به عنوان مثال، ترکیب حکومت نظامی با ساعات ممنوعیت رفت‌وآمد و تعطیلی مغازه‌ها و محل کار، همراه با سرمای ماه‌های پاییز و زمستان منجر به این شد که مراکز بحث سیاسی اغلب در خانه باشند. زنان در کنار مردان با اخبار و رسانه‌ها و همچنین بحث‌های سیاسی درگیر بودند زیرا انقلاب تنها موضوعی بود که صرف نظر از سن و جنسیت مورد توجه هر کسی بود. طی سالهای ۱۹۷۸ و ۱۹۷۹ اجتماعات زیادی در خانه‌های زنان برگزار می‌شد که در آن آنها اخبار و حکایات بین فردی را رد و بدل می‌کردند.
زنانی که فعال بودند، زنان مذهبی و زنانی که از رژیم ناراضی بودند، توانستند زیر چتر ضد شاه متحد شوند. اما توجه به این نکته حائز اهمیت است که «زنان همان‌طور که در دلایل پیوستن به انقلاب متحد نبودند، در عقایدشان دربارهٔ انقلاب و نتیجه آن نیز هم نظر نبودند». علی‌رغم این بسیج و میزان مشارکت بالای زنان، آنها همچنان از مناصب رهبری منحصر به مردان محروم بودند. تصور می‌شود زنان بیش از قشرها نخبه انقلاب بخشی از صفوف هستند.

## دلایل
بیشتر پژوهش‌های صورت گرفته در این زمینه بیشتر از نقش زنان ایران در طول انقلاب، تأثیر انقلاب بر زنان است. اگرچه مشارکت زنان در وقایع منتهی به انقلاب در موفقیت آن بسیار مؤثر بود، اما بیشتر مطالعات به دلایل دخالت یا سهم آنها پرداخته نشده‌است. ضرورت بررسی زندگی روزمره زنان، شرایط زندگی آنها و ارتباط آنها با سایر گروه‌ها برای درک مشارکت آنها در وقایع سیاسی اجتماعی انقلاب ضروری است. همچنین عوامل فرهنگی، عقیدتی، اجتماعی و مادی شکل دهنده زندگی اجتماعی و اختلاف طبقاتی در دوره قبل از انقلاب باید مورد مطالعه قرار گیرد تا درک شود که چگونه آگاهی اجتماعی زنان ایرانی رشد کرده و چگونه آنها را به این سمت سوق داده‌است. کارولین ام بروکس استدلال می‌کند که زنان مجبور شدند بیش از آنکه در مجلس باشند، از طریق اعتراض نگرانی‌های خود را بیان کنند؛ بنابراین، این موقعیت چانه زنی خطرناکی برای زنان فعال ایجاد کرد، زیرا آنها به جای گفتگو و حفظ موقعیت خود از طریق قانونی، فقط قادر به بحث به صورت جمعی در خیابان‌ها و دفع آنها با زور بودند.

## نظر خمینی
سید روح‌الله خمینی ادعا کرد که "شما زنان اینجا ثابت کرده‌اید که در خط مقدم این جنبش هستید. شما سهم بزرگی در جنبش اسلامی ما دارید. آینده کشور ما به حمایت شما بستگی دارد. " وی با استناد به تصویر حجاب به عنوان نمادی از انقلاب، گفت: «ملتی که زنان محترمش با نشان دادن انزجار از رژیم شاه با با حجاب تظاهرات می‌کنند - چنین ملتی پیروز خواهد شد».
وی همچنین گفت که، «زنان از همه سطوح جامعه در تظاهرات اخیر، که ما آن همه‌پرسی خیابانی می‌نامیم، شرکت داشتند … زنان در مبارزه برای استقلال و آزادی خود در کنار مردان مبارزه کردند.»
خمینی از زنان خواست تا در تظاهرات ضد شاه در شهرهای مختلف شرکت کنند. علاوه‌بر این زنان بعداً به اصرار خمینی برای رای دادن به نفع جمهوری اسلامی و قانون اساسی جدید پاسخ دادند. پس از انقلاب، خمینی موفقیت این جنبش را به زنان نسبت داد، حتی زنان را برای بسیج مردان تحسین کرد، «شما خانمها ثابت کردید که پیشتاز جنبش هستید، ثابت کردید که مردان را رهبری می‌کنید، با الهام بخشیدن به آنان، مردان ایران از خانمهای بزرگوار ایران درس گرفته‌اند. . . شما پیشتاز جنبش هستید.»
گفته شده‌است که خمینی و دیگر رهبران پیرامون مسئله حقوق زنان بیشتر سخنان خود را بر روی بسیج زنان از طریق تشویق زنان برای شرکت در اعتراضات و دامن زدن به احساسات ضد شاه خود متمرکز می‌کردند.
زنان همچون مردان در ساختمان جامعه اسلامی فردا شرکت دارند. همچنین پس از پیروزی نهضت، امام از مشارکت زنان در سیاست، استقبال کردند و با رهنمودهای خویش زمینه را برای آن فراهم آوردند و در اولین قدم، زنان را به شرکت در انتخابات ۱۲ فروردین دعوت کردند. همه شما باید رأی بدهید. رأی به جمهوری اسلامی، نه یک کلمه کم، نه یک کلمه زیاد، شما هم باید رأی بدهید، شما هم فرقی با سایرین ندارید، بلکه شما مقدمید بر مردها— روح الله خمینی، 